# Jacek Ozdoba

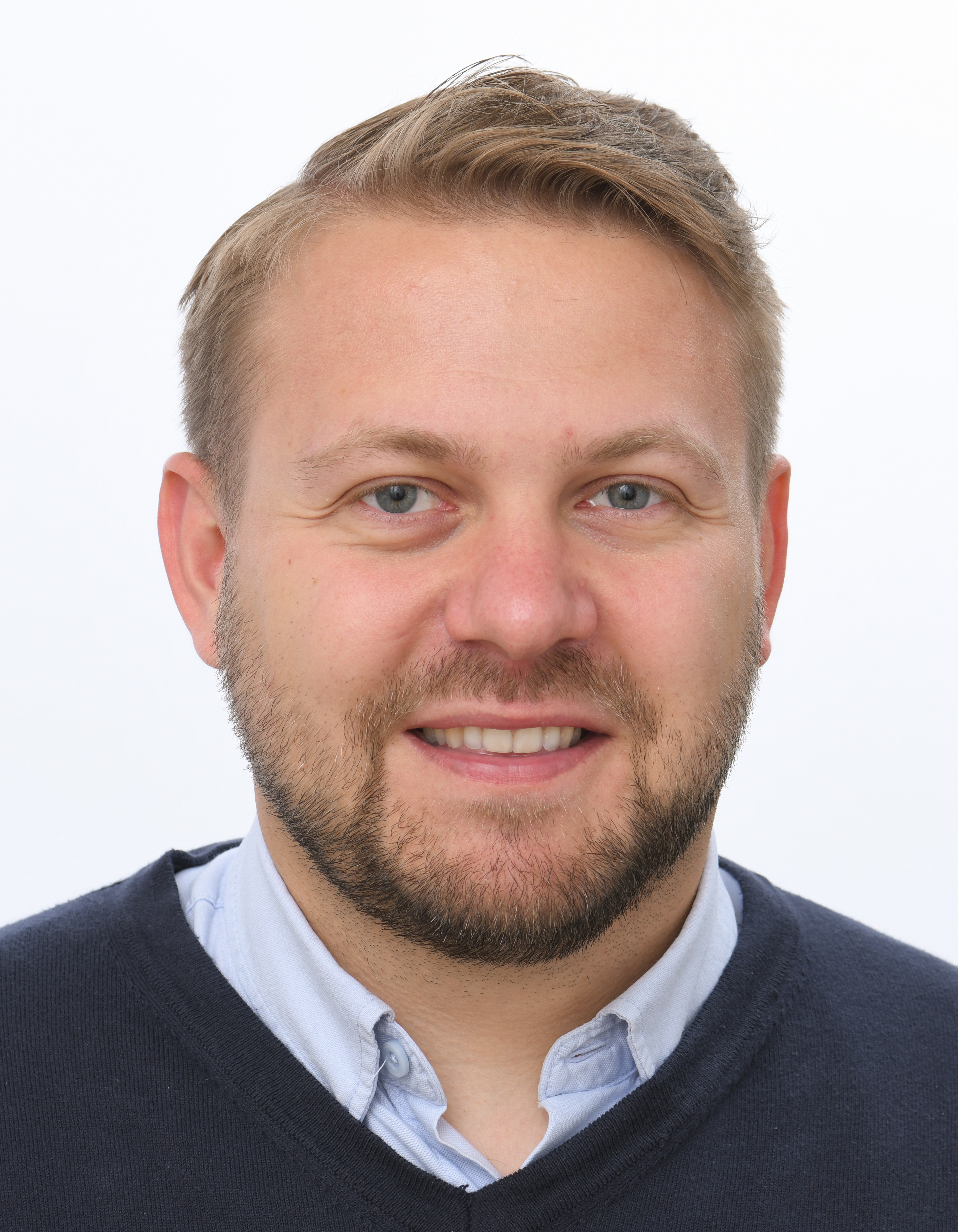
Jacek Ozdoba (2024)

Jacek Ozdoba (* 22. September 1991 in Warschau) ist ein polnischer Politiker (PR, Porozumienie, SP, PiS) und Jurist. Er gehört der Partei  an. Von 2019 bis 2024 gehörte er dem Sejm in dessen IX. und X. Wahlperiode an. Von 2020 bis 2023 war er Staatssekretär im Ministerium für Klima und Umwelt und 2023 Minister ohne Geschäftsbereich. Seit 2024 gehört er dem Europaparlament an.

## Leben und Beruf
Ozdoba studierte Rechtswissenschaften an der Kardinal-Stefan-Wyszyński-Universität Warschau. Außerdem absolvierte er Kurse an der Akademia Sztuki Wojennej.

## Politik
Jacek Ozdoba wurde als Mitglied von Polska Razem (PR) bei den Selbstverwaltungswahlen 2014 wurde er auf der Liste der Prawo i Sprawiedliwość (PiS) in den Gemeinderat des Warschauer Stadtbezirks Mokotów gewählt. Bei der Parlamentswahl 2015 kandidierte er erfolglos auf der PiS-Liste. Durch die Fusion von PR mit kleineren Organisationen wurde er Mitglied der neuen Porozumienie. In beiden Parteien gehörte er dem Vorstand an. Für die Porozumienie wurde er auf der PiS-Liste bei den Selbstverwaltungswahlen 2018 in den Warschauer Stadtrat gewählt. Während der Warschauer Reprivatisierungsaffäre war er das Stadtratsmitglied, das die meisten Anfragen zur Aufklärung stellte.
2019 wurde Ozdoba aus der Porozumienie ausgeschlossen. Stattdessen schloss er sich der Solidarna Polska (SP) an und wurde für diese auf der Liste der PiS bei der Parlamentswahl 2019 zum Abgeordneten im polnischen Sejm gewählt. Ab 2020 war er Staatssekretär im Klimaministerium und von 2020 bis 2023 im Ministerium für Klima und Umwelt. Bei der Parlamentswahl 2023 wurde er für die inzwischen in Suwerenna Polska umbenannte Partei erneut in den Seijm gewählt. Anschließend wurde er Minister ohne Geschäftsbereich im Kabinett Morawiecki III, bis im Dezember 2023 Donald Tusk eine neue Regierung bildete. Bei der Europawahl 2024 wurde er ins Europaparlament gewählt. Dort gehört er der Fraktion Europäische Konservative und Reformer an. Im Oktober 2024 schloss sich Suwerenna Polska der PiS an, so dass auch Ozdoba Mitglied dieser Partei wurde.